# William H. Swanson

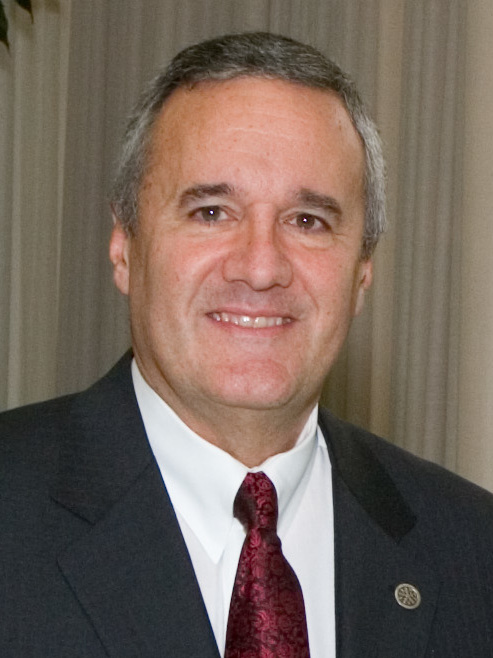
William H. Swanson

William H. Swanson (* 1949) ist ein US-amerikanischer Manager.

## Leben
Swanson studierte Ingenieurwesen an der California Polytechnic State University. Er leitet als Vorstandsvorsitzender seit 2004 als Nachfolger von Dennis Picard den US-amerikanischen Rüstungshersteller Raytheon, für den er seit über 40 Jahren arbeitet. Er sitzt im Aufsichtsrat als Mitglied im Unternehmen Sprint Nextel Corporation. Er ist Mitglied der Organisation Navy League of the United States und der Air Force Association.

## Preise und Auszeichnungen (Auswahl)
- Ehrendoktor der Pepperdine University